# Rogatnicowate
Rogatnicowate, balistydy (Balistidae) – rodzina morskich ryb rozdymkokształtnych (Tetraodontiformes). Pomimo smacznego mięsa mają niewielkie znaczenie gospodarcze, ponieważ niektóre gatunki są uznawane za trujące dla człowieka. Popularne w akwarystyce, choć należą do ryb agresywnych.

## Występowanie
Ocean Atlantycki, Morze Śródziemne, Morze Czerwone, Ocean Indyjski i Ocean Spokojny – w strefie przybrzeżnej, często w pobliżu raf koralowych.

## Cechy morfologiczne
Ciało wysokie, owalne w profilu, nieznacznie spłaszczone z boków, atrakcyjnie ubarwione, pokryte dużymi, twardymi łuskami kostnymi ułożonymi w regularnych rzędach. Duża głowa z małym otworem gębowym w położeniu końcowym, uzbrojonym w mocne zęby i osłoniętym grubymi wargami. W szczęce górnej znajdują się zazwyczaj cztery zęby w zewnętrznym i trzy w wewnętrznym rzędzie na każdej kości przedszczękowej. Zęby są przystosowane bardziej do kruszenia niż do gryzienia.
Płetwa grzbietowa dwuczęściowa – w pierwszej części trzy grube, ostre kolce (pierwszy jest najgrubszy). W czasie ruchu kolce są składane w zagłębieniu na grzbiecie i blokowane przy pomocy mechanizmu blokującego. Płetwy brzuszne mają po jednym kolcu u nasady. Wszystkie miękkie promienie płetw są rozgałęzione. Gałki oczne mogą poruszać się niezależnie. Małe i wąskie szczeliny skrzelowe położone przed nasadą płetw piersiowych. Osiągają od 30–75 cm długości.
Liczba kręgów: 18

## Biologia i ekologia
Rogatnicowate są aktywne w ciągu dnia. Większość pływa samotnie. Poruszają się powoli i nie podejmują dłuższych wędrówek. Są drapieżnikami żywiącymi się różnorodnymi bezkręgowcami, czasem glonami.

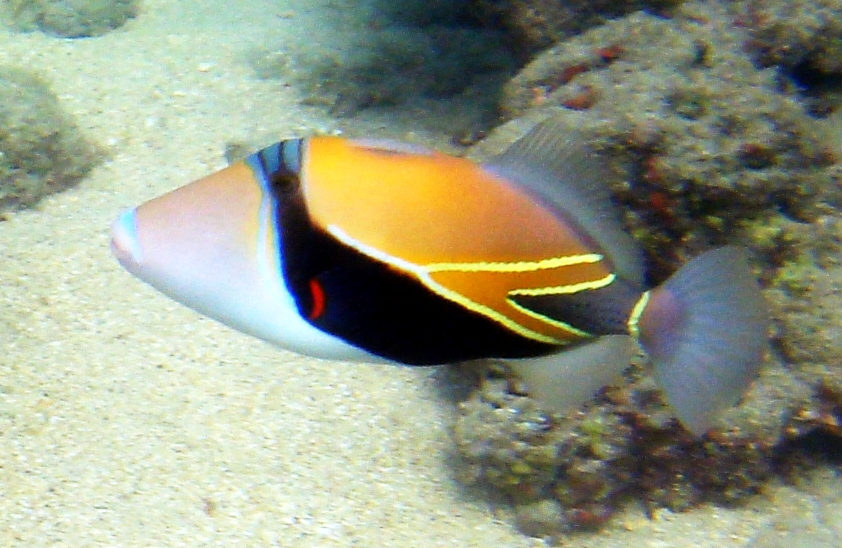
Rhinecanthus rectangulus

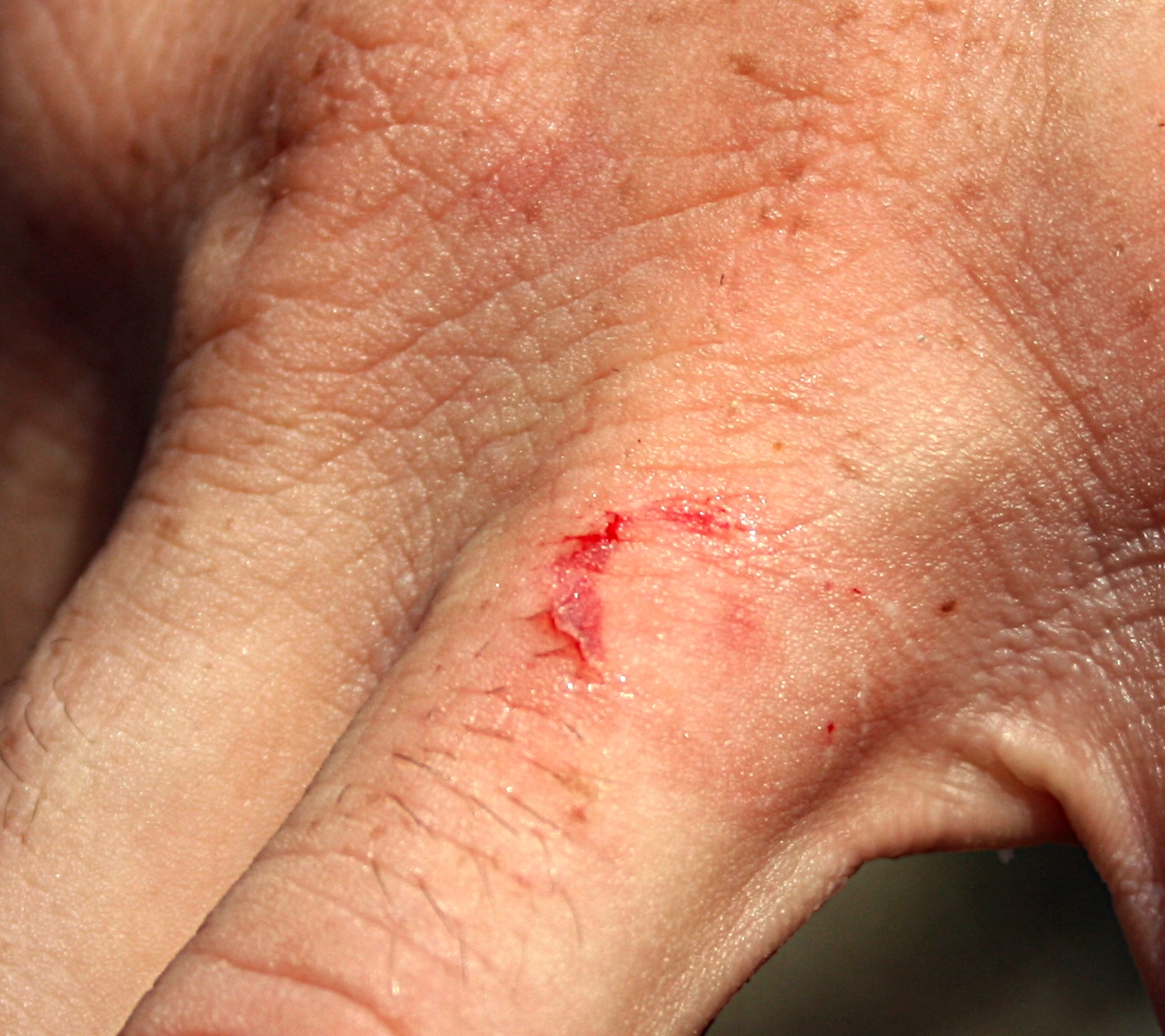
Rana pozostawiona przez rogatnicę Picasso

Ikra składana jest w gniazdach. W czasie opieki nad młodymi potrafią zaciekle bronić swojego terytorium, notowano przypadki pogryzienia nurków zaatakowanych przez duże osobniki rogatnicowatych. Opiekę podejmują zwykle samice.

## Klasyfikacja
Rodzaje zaliczane do tej rodziny:
Abalistes – Balistapus – Balistes – Balistoides – Canthidermis – Melichthys – Odonus – Pseudobalistes – Rhinecanthus – Sufflamen – Xanthichthys – Xenobalistes